# Vila Miloše Havla
Vila Miloše Havla se nachází ve vilové čtvrti na pražském Barrandově, je součástí urbanistického projektu Václava M. Havla na zahradní čtvrť na svahu kopce Habrová.

## Historie
O parcelu s výhledem do údolí Vltavy měl nejprve zájem automobilový závodník Čeněk Junek, nakonec ji však od Václava M. Havla koupil jeho bratr, filmový producent Miloš Havel. Nechal si na ní postavit srub podle návrhu filmového architekta Viléma Rittershaina. Výstavba samotné vily podle návrhu Vladimíra Grégra započala až ve 30. letech 20. století. Úpravy interéru z roku 1941 jsou dílem achitekta Karla Škvora, posléze proslulého architekta filmových staveb.
Po únorovém převratu byla Havlovi vila zabavena, sloužila mj. jako rezidence argentinského velvyslanectví. Na počátku devadesátých let ji v restituci získali Ivan a Václav Havlovi, kteří se v roce 1993 dohodli na jejím prodeji podnikateli Antonínu Charouzovi.
Charouzem řízená společnost Charouz Holding ve vile zřídila soukromý klub PLAYBON, o provoz klubu se starala akciová společnost PLAYBON Private Club. V roce 1998 si společnost Charouz Holding nechala od společnosti INFO 7 vyhotovit znalecký posudek a následně nemovitost v odhadní ceně 126,4 milionu korun vložila do své dceřiné společnosti PLAYBON Private Club, která byla současně přejmenována na Reality 3000. Po pádu Investiční a poštovní banky a následných převodech miliardových pohledávek za Charouz Group patřila Reality 3000 do holdingu Hendon, který vlastnila lichtenštejnská společnost Elana Anstalt. Ta se v říjnu 2010 neúspěšně snažila nemovitost prodat prostřednictvím realitní společnosti Exkluzivita.CZ, která stanovila nabídkovou cenu na 150 milionů korun. Vila byla zastavena ve prospěch Poštové banky, od které skupina Hendon čerpá provozní úvěr. V letech 2013–2019 byl vlastníkem vily slovenský otevřený podílový fond Náš prvý realitný.

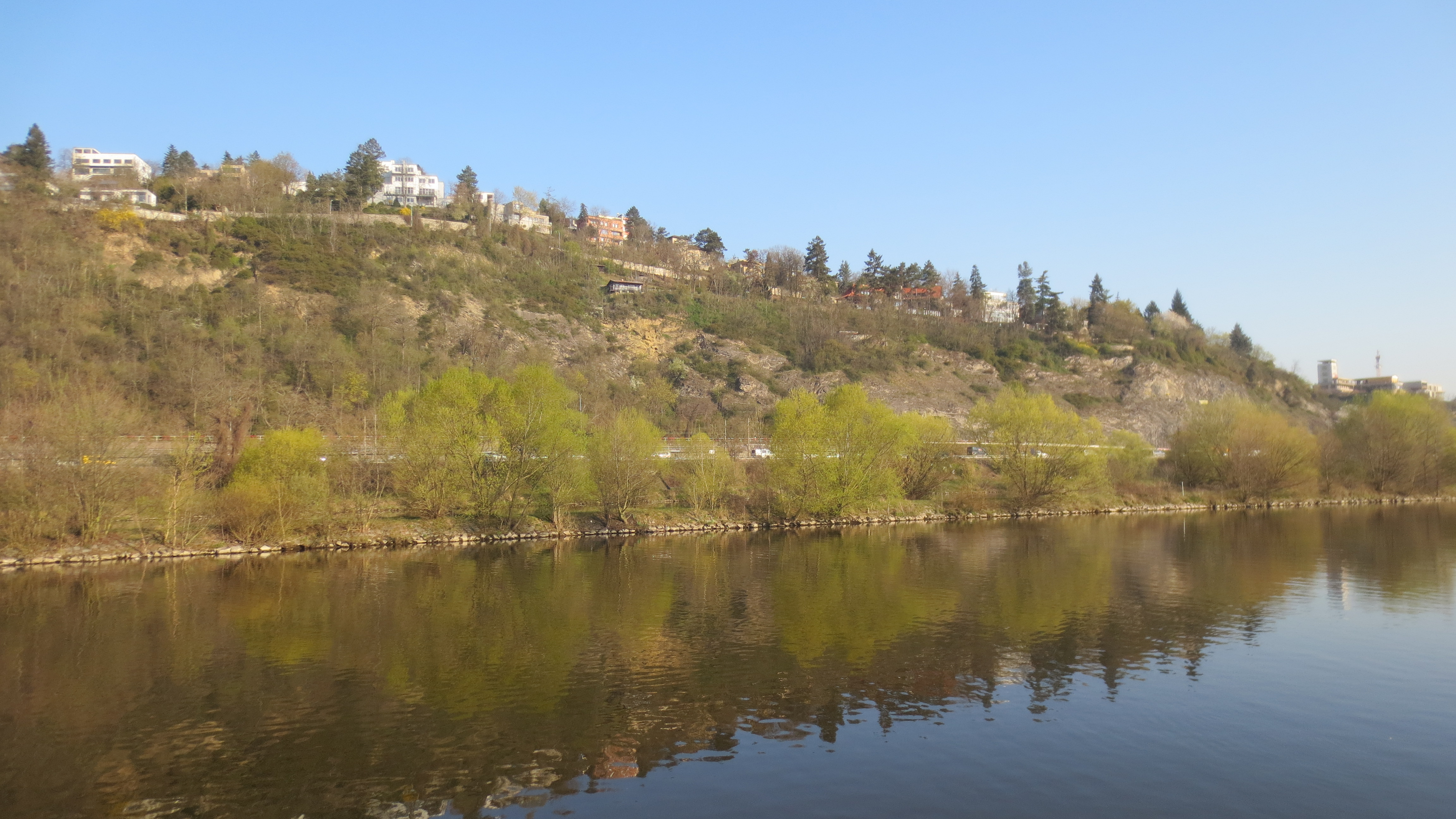
Barrandovské terasy, vila a srub M. Havla

V současnosti (2023) vilu na Barrandově (objekt a parcely) vlastní společnost EPMAS, a.s. a nájemcem je Antonín Charouz prostřednictvím společnosti Bohemian Marketing & Promotion a.s., kde je jediným akcionářem. Villa Barrandov je pronajímána pro firemní a společenské akce. Nabízí luxusně zařízená apartmá s veškerým příslušenstvím, fitcentrum, krytý bazén, vířivou masážní vanu, UV saunu i klasickou finskou saunu včetně masáží. Srub Miloše Havla (Barrandovská 56) vlastní Mgr. Romuald Kopún, jediný akcionář a.s. EPMAS.

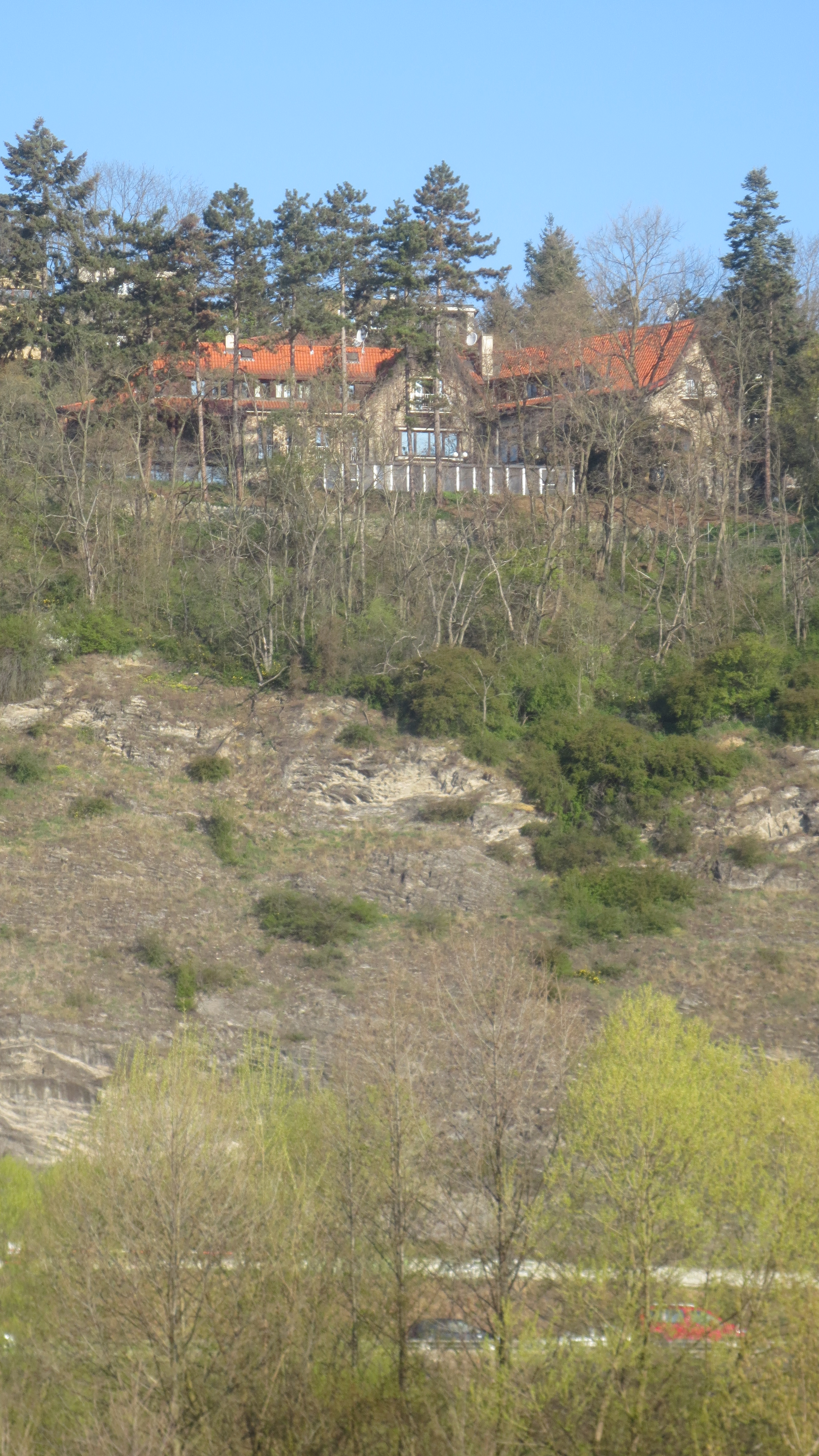
Vila Miloše Havla